# باول فونتين
باول فونتين (بالإنجليزية: Paul Fontaine)‏ هو رسام أمريكي، ولد في 1913، وتوفي في 1996.